# ETAOIN SHRDLU
ETAOIN SHRDLU (произносится [ˈɛteiˌɔɪn ˈʃrədlu] — «этэйо́ин шредлу́», в русском языке известнее как «этаоин шрдлу») — ряд из двенадцати букв, расположенный по убыванию частоты их использования в английском языке, бессмысленная фраза, которая иногда появлялась в прессе во времена использования линотипов.

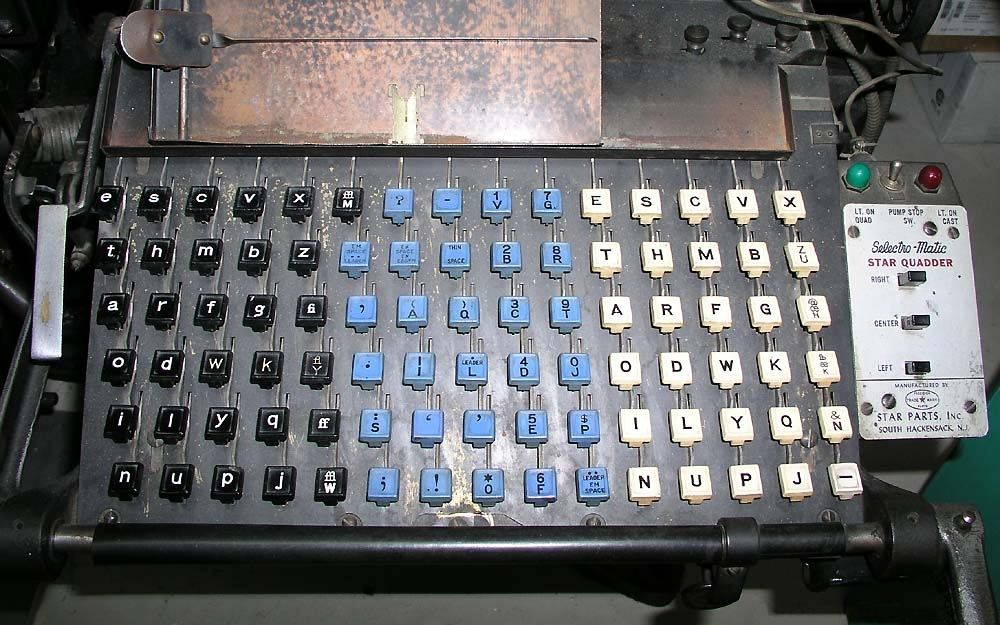
Клавиатура линотипа

Так как буквы на клавиатуре линотипа были расположены по частоте их использования, ETAOIN SHRDLU были двумя первыми колонками с левой стороны клавиатуры.
Если при наборе текста оператор допускал опечатку, он не мог просто вернуться для того, чтобы её исправить. Ограничения конструкции линотипа требовали, чтобы строка, содержащая опечатку, была заполнена до конца, только тогда можно было её достать и заменить. Чаще всего для заполнения оставшегося места использовался простейший метод — «пробежаться» по клавишам.
Строку с опечаткой можно было либо заменить сразу, либо оставить её в тексте с тем, чтобы по окончании набора текста разобраться со всеми опечатками сразу. Сочетание ETAOIN SHRDLU служило как бы признаком того, что эту строку нужно удалить. Иногда редакторы пропускали такие строчки, и они по ошибке уходили на печать. Такое случалось достаточно часто, так что фраза ETAOIN SHRDLU попала в Оксфордский словарь английского языка и в Random House Webster’s Unabridged Dictionary.

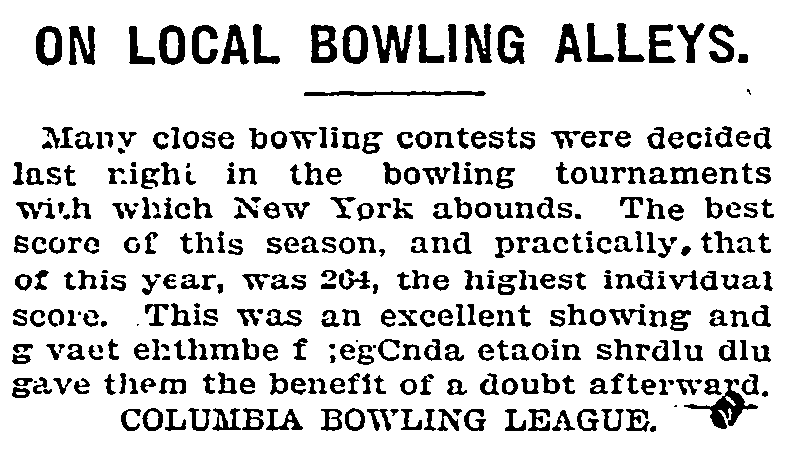
Часть полосы из The New York Times от 30 октября 1903 года, содержащая случайно оставленную в наборе строку с «etaoin shrdlu»